# Chris Newman (ingénieur du son)
Pour les articles homonymes, voir Newman.
Christopher Newman, ou Chris Newman, est un ingénieur du son américain, né le 17 février 1940 à New York et mort le 3 février 2025.

## Biographie
Chris Newman commence des études au MIT à 16 ans, mais abandonne après un an et demi. Dans les années 1960, après avoir travaillé dans la publicité et les documentaires, il part en Asie du Sud-Est et notamment au Vietnam en 1966 pour NBC.
En 1968, il entame une longue carrière pour le cinéma. Il est enseignant à la School of Visual Arts à New York,. Il meurt le 3 février 2025 à 84 ans.

## Filmographie (sélection)
Sauf indication contraire, les informations mentionnées dans cette section peuvent être confirmées par les bases de données cinématographiques  présentes dans la section « Liens externes ».
- 1969 : Medium Cool d'Haskell Wexler
- 1971 : French Connection (The French Connection) de William Friedkin
- 1971 : Klute d'Alan J. Pakula
- 1972 : Le Parrain (The Godfather) de Francis Ford Coppola
- 1973 : L'Exorciste (The Exorcist) de William Friedkin
- 1974 : Les Pirates du métro (The Taking of Pelham One Two Three) de Joseph Sargent
- 1977 : Annie Hall de Woody Allen
- 1979 : Que le spectacle commence (All That Jazz) de Bob Fosse
- 1979 : Hair de Miloš Forman
- 1980 : Fame d'Alan Parker
- 1981 : Ragtime de Miloš Forman
- 1982 : Le Choix de Sophie (Sophie's Choice) d'Alan J. Pakula
- 1982 : Le Monde selon Garp (The World According to Garp) de George Roy Hill
- 1983 : Tendre Bonheur (Tender Mercies) de Bruce Beresford
- 1984 : Amadeus de Miloš Forman
- 1985 : Chorus Line (A Chorus Line) de Richard Attenborough
- 1986 : Mosquito Coast (The Mosquito Coast) de Peter Weir
- 1986 : Les Coulisses du pouvoir (Power) de Sidney Lumet
- 1987 : Wall Street d'Oliver Stone
- 1988 : Veuve mais pas trop (Married to the Mob) de Jonathan Demme
- 1988 : L'Insoutenable Légèreté de l'être (The Unbearable Lightness of Being) de Philip Kaufman
- 1989 : Valmont de Miloš Forman
- 1991 : Le Silence des agneaux (The Silence of the Lambs) de Jonathan Demme
- 1992 : Cœur de tonnerre (Thunderheart) de Michael Apted
- 1993 : Philadelphia de Jonathan Demme
- 1993 : Sommersby de Jon Amiel
- 1994 : Nell de Michael Apted
- 1995 : Copycat de Jon Amiel
- 1996 : Larry Flynt (The People VS. Larry Flynt) de Miloš Forman
- 1996 : Le Patient anglais (The English Patient) d'Anthony Minghella
- 1998 : Vous avez un message (You've Got Mail) de Nora Ephron
- 1998 : Primary Colors de Mike Nichols
- 1999 : Gloria de Sidney Lumet
- 2004 : Un crime dans la tête (The Manchurian Candidate) de Jonathan Demme

## Distinctions
Sauf indication contraire, les informations mentionnées dans cette section peuvent être confirmées par les bases de données cinématographiques  présentes dans la section « Liens externes ».

### Récompenses
- Oscar du meilleur mixage de son
  - en 1974 pour L'Exorciste
  - en 1985 pour Amadeus
  - en 1997 pour Le Patient anglais
- British Academy Film Award du meilleur son
  - en 1981 pour Fame
  - en 1986 pour Amadeus

### Nominations
- Oscar du meilleur mixage de son
  - en 1972 pour French Connection
  - en 1973 pour Le Parrain
  - en 1981 pour Fame
  - en 1986 pour Chorus Line
  - en 1992 pour Le Silence des agneaux
- British Academy Film Award du meilleur son
  - en 1973 pour French Connection
  - en 1975 pour L'Exorciste
  - en 1981 pour Que le spectacle commence
  - en 1986 pour Chorus Line
  - en 1992 pour Le Silence des agneaux
  - en 1997 pour Le Patient anglais